# Перлман, Адам (футболист)
Адам Перлман (англ. Adam Pearlman; род. 5 апреля 2005, Йоханнесбург) — канадский футболист, защитник клуба «Торонто II».

## Клубная карьера
Перлман — воспитанник клубов «Хайлендс Парк», «Глен Шилдс» и футбольной академии «Будущее». В октябре 2016 года он был принят в академию футбольного клуба «Торонто». 10 апреля 2022 года в поединке против дублёров «Нью-Йорк Сити» игрок дебютировал в MLS Next Pro за дублирующий состав. 9 июля 2023 года в матче против «Сент-Луис Сити» он дебютировал в MLS, заменив во втором тайме Эме Мабика. В феврале 2024 года Адам подписал контракт до 2027 года с возможностью продления на ещё на год.

## Международная карьера
В 2024 году в составе молодёжной сборной Канады Перлман принял участие в молодёжном Кубке КОНКАКАФ в Мексике. На турнире он сыграл в матчах против сборных Гондураса, Доминиканской Республики и Панамы.